# Jolyon Palmer
Jolyon Carlyle Palmer, född den 20 januari 1991 i Horsham, är en brittisk racerförare, som är son till den före detta Formel 1-föraren Jonathan Palmer.
Han var under 2015 testförare i F1-stallet Lotus (senare Renault) och ordinarie förare i stallet 2016 och halva säsongen 2017.

## Racingkarriär

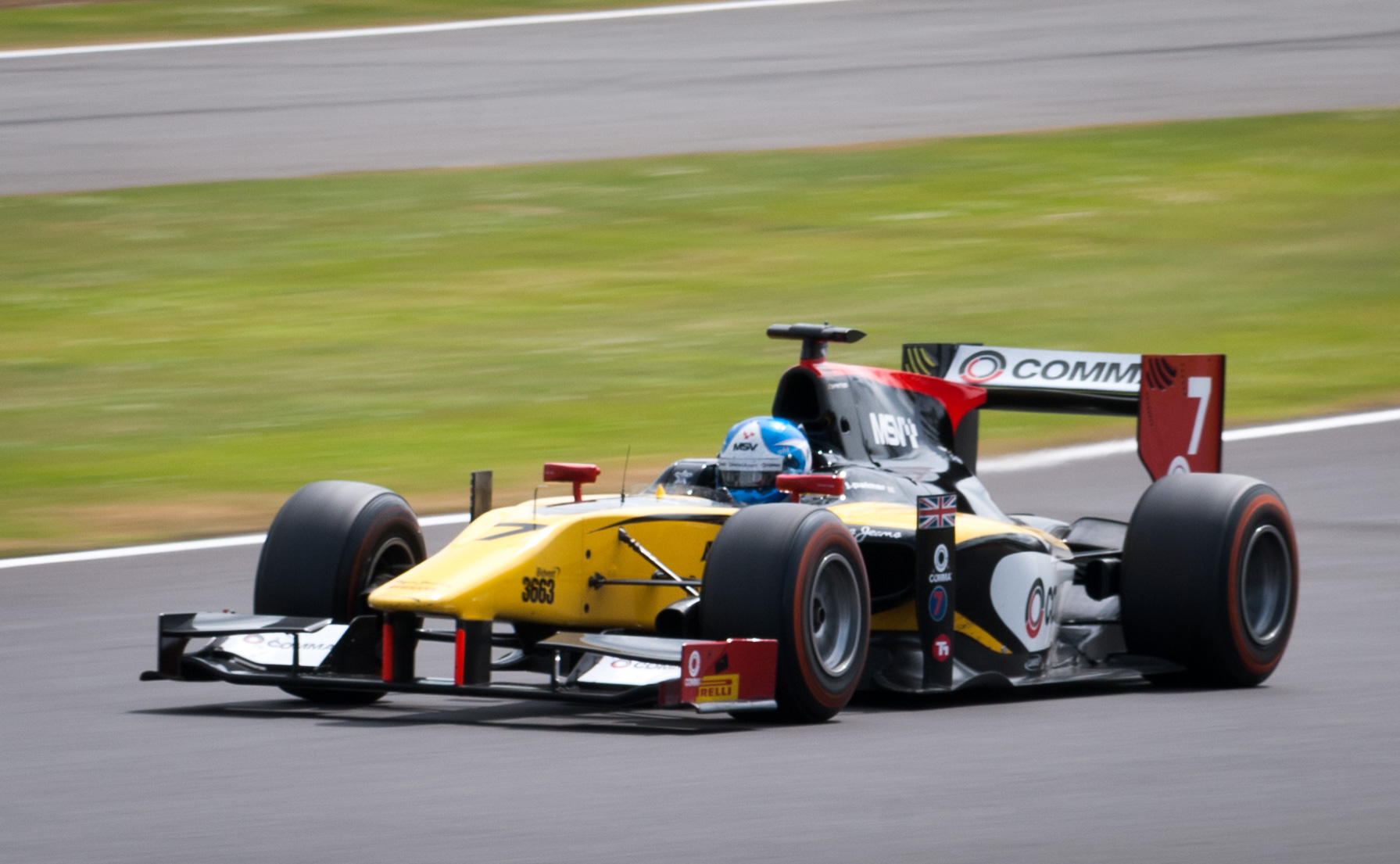
Palmer på Silverstone Circuit.

Palmer tävlade under 2009 i FIA Formula Two Championship, men var aldrig med uppe i toppen. Han fortsatte i serien även 2010 och hade tillsammans med sin landsman Dean Stoneman en kamp om mästerskapstiteln, en kamp som Stoneman vann. Till säsongen 2011 flyttade han upp till Arden International i GP2 Series. Han tog inga poäng under sin första säsong, men under 2012, då han tävlade för iSport International med Marcus Ericsson, tog han sina första poäng och även tre pallplatser, varav en seger. 
2013 bytte han team till Carlin Motorsport, där han blev stallkamrat med Felipe Nasr. Palmer tog tre två segrar och blev elva i mästerskapet. Inför 2014 bytte han team för fjärde gången, denna gången till DAMS. Han var på pallen under säsongens fem inledande lopp, trots den omvända startordningen. Efter det radade han upp stabila poängplaceringar, och tog tack vare en seger i Ryssland hem hela mästerskapet, trots att tre lopp återstod av säsongen. Eftersom han blev mästare fick han inte fortsätta i serien året efter, och valde då att bli testförare i Formel 1-stallet Lotus, där han fick ersätta Romain Grosjean under flera fredagsträningar 2015. På fredagen inför USA:s Grand Prix 2015 bekräftades att Palmer skulle bli ordinarie förare i stallet 2016, då han kommer ersätta Romain Grosjean som flyttar till Haas F1 Team.

## F1-karriär
| Säsong                | Stall/Tillverkare     | Placering             | Lopp | Poäng | Etta | Tvåa | Trea | Pole | Varv |
| --------------------- | --------------------- | --------------------- | ---- | ----- | ---- | ---- | ---- | ---- | ---- |
| 2016                  | Renault               | 18                    | 21   | 1     | 0    | 0    | 0    | 0    | 0    |
| 2017                  | Renault               | 17                    | 16   | 8     | 0    | 0    | 0    | 0    | 0    |
| Sammanlagt 2 säsonger | Sammanlagt 2 säsonger | Sammanlagt 2 säsonger | 37   | 9     | 0    | 0    | 0    | 0    | 0    |